# ماكدونل دوغلاس سي-9
ماكدونل دوغلاس سي-9 هي طائرة عسكرية صممت من قبل شركة دوغلاس للطائرات، وهذه الطائرة تُعتبر خارج الخدمة حالياً، وقد خرجت آخر طائرة من هذا الطراز من الخدمة في عام 2017.

## المشغلين
- الكويت
- الولايات المتحدة